# Alfons Petzold
 (avril 2023).
Si vous disposez d'ouvrages ou d'articles de référence ou si vous connaissez des sites web de qualité traitant du thème abordé ici, merci de compléter l'article en donnant les références utiles à sa vérifiabilité et en les liant à la section « Notes et références ».
Alfons Petzold, né le 24 septembre 1882 à Rudolfsheim, aujourd'hui quartier de Vienne, et mort le 24 janvier 1923 à Kitzbühel est un écrivain autrichien.

## Biographie
Alfons Petzold est le fils d'un ouvrier qui, à cause de ses opinions sociales-démocrates doit quitter la Saxe pour l'Autriche. Poussé par la situation économique difficile que traversent ses parents, le jeune Petzold, malgré sa faible constitution, est contraint de subvenir tôt aux besoins de sa famille. Il débute comme apprenti dans la métallurgie qu'il abandonne, puis exerce des activités auxiliaires tout en se formant comme autodidacte et en lisant énormément. Après une courte phase d'enthousiasme pour le mouvement chrétien-social de Karl Lueger, puis le nationalisme allemand, il évolue vers la social-démocratie.
Lorsque sa mère meurt en 1902, il traverse une phase religieuse, influencé par les idées de Tolstoï. En 1907, il est membre du « club Icare », où il débat des idées sociales avec ses amis et se lie avec l'anarchiste Rudolf Großmann. Petzold est atteint par la tuberculose en 1908 et il est soigné dans un sanatorium près de Vienne grâce au soutien financier de ses amis.
Sa carrière littéraire commence en 1910, après sa rencontre avec le social-démocrate, Josef Luitpold Stern, lorsqu'il publie son premier recueil de poèmes. Son premier roman Terre (Erde) sort en 1913, où il traite de son séjour au sanatorium. Malgré ses positions nationalistes, Petzold ne peut prendre part à la guerre, car il est réformé pour raison de santé. Il s'installe en 1917 dans le Tyrol à Kitzbühel où il entre au conseil municipal en 1918 et ouvre une librairie. Il y meurt à l'âge de quarante ans.
Il décrit son enfance dans son livre fameux La Vie dure (Das rauhe Leben) paru en 1920. Son œuvre mêle la religion et les questions de société avec un certain panthéisme et de la mystique chrétienne. Il écrit une biographie de saint François d'Assise après la guerre.
Son œuvre est tombée dans l'oubli après 1945 à cause de la défense d'idée de patrie charnelle. Certains de ses livres ont été traduits en français par Alzir Hella. Quelques rues portent son nom en Autriche.

## Œuvres
- Trotz alledem!, Vienne, 1910
- Seltsame Musik, Vienne, 1911

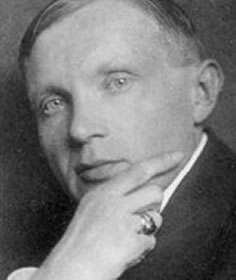
Portrait de Petzold

- Der Ewige und die Stunde, Leipzig, 1912
- Memoiren eines Auges, Vienne, 1912
- Aus dem Leben und der Werkstätte eines Werdenden, Vienne, 1913
- Erde, Vienne, 1913
- Heimat Welt, Vienne, 1913
- Der heilige Ring, Vienne, 1914
- Krieg, Vienne, 1914
- Johanna, Vienne, 1915
- Volk, mein Volk ..., Iéna, 1915
- Drei Tage, Warnsdorf, 1916
- Österreichische Legende, Warnsdorf, 1916
- Sil, der Wanderer, Constance, 1916
- Der stählerne Schrei, Warnsdorf, 1916
- Dämmerung der Herzen, Innsbruck 1917
- Das neue Fest, Vienne,. 1917
- Verklärung, Warnsdorf-Vienne, 1917
- Von meiner Straße, Warnsdorf, 1917
- Auferstehung, Villach, 1918
- Der feurige Weg, Vienne, 1918
- Franciscus von Assisi, Warnsdorf, 1918
- In geruhigter Stunde, Constance, 1918
- Der Dornbusch, Vienne, 1919
- Das Buch von Gott, Vienne, 1920
- Einkehr, Vienne, 1920
- Der Franzl, Vienne, 1920
- Menschen im Schatten, Hambourg-Großborstel, 1920
- Das rauhe Leben, Berlin, 1920
- Der Totschläger und andere Geschichten, Vienne, 1921
- Frühlingssage, Vienne, 1922
- Gesang von Morgen bis Mittag, Vienne, 1922
- Der Pilgrim, Vienne, 1922
- Gesicht in den Wolken, Vienne, 1923
- Der Irdische, Leipzig, 1923
- Das Lächeln Gottes, Leipzig, 1923
- Sevarinde, Vienne, 1923
- Totentanz, Leipzig, 1923
- Gedichte und Erzählungen, Vienne, 1924
- Das Leben des Arbeiters, Vienne, 1925
- Das hohe Leuchten, Iéna, 1939
- Gedichte und Erzählungen, Vienne, 1947
- Pfad aus der Dämmerung, Vienne, 1947
- Ich bin voll Sehnsucht, Vienne, 1948
- Die hundert schönsten Gedichte, Vienne, 1952
- Ein bißchen Sonne jeden Tag, Vienne, 1956
- Ein Bruder so wie du, Vienne, 1957
- Einmal werden sich die Tage ändern, Graz, 1959
- Briefwechsel, New York, 1998 (correspondance avec Stefan Zweig)
- Ich mit den müden Füßen, Klagenfurt, 2002

## Source
- (de) Cet article est partiellement ou en totalité issu de l’article de Wikipédia en allemand intitulé « Alfons Petzold » (voir la liste des auteurs).